# Green Island (Paesi Bassi)
Green Island (in olandese Groeneiland) è una piccola isola rocciosa parte della municipalità speciale dei Paesi Bassi di Saba. Si trova 250 metri a nord dell'isola di Saba e misura circa 40 per 60 metri.
Green Island è disabitata e ricoperta di piante subtropicali. Vi nidificano la sterna bruna e alcune specie di sula. Sull'isola si trova un piccolo molo per l'attracco di piccole imbarcazioni.